# دنیس فان ویندن
دنیس فان ویندن (هلندی: Dennis van Winden؛ زادهٔ ۲ دسامبر ۱۹۸۷) دوچرخه‌سوار اهل هلند است.
از باشگاه‌هایی که در آن رکاب زده‌است می‌توان به تیم لوتوان‌ال–یومبو، و تیم دوچرخه‌سواری رابوبانک دولوپمنت، تیم لوتوان‌ال–یومبو، و تیم دوچرخه‌سواری آکادمی اسرائیل اشاره کرد.